# Атаман

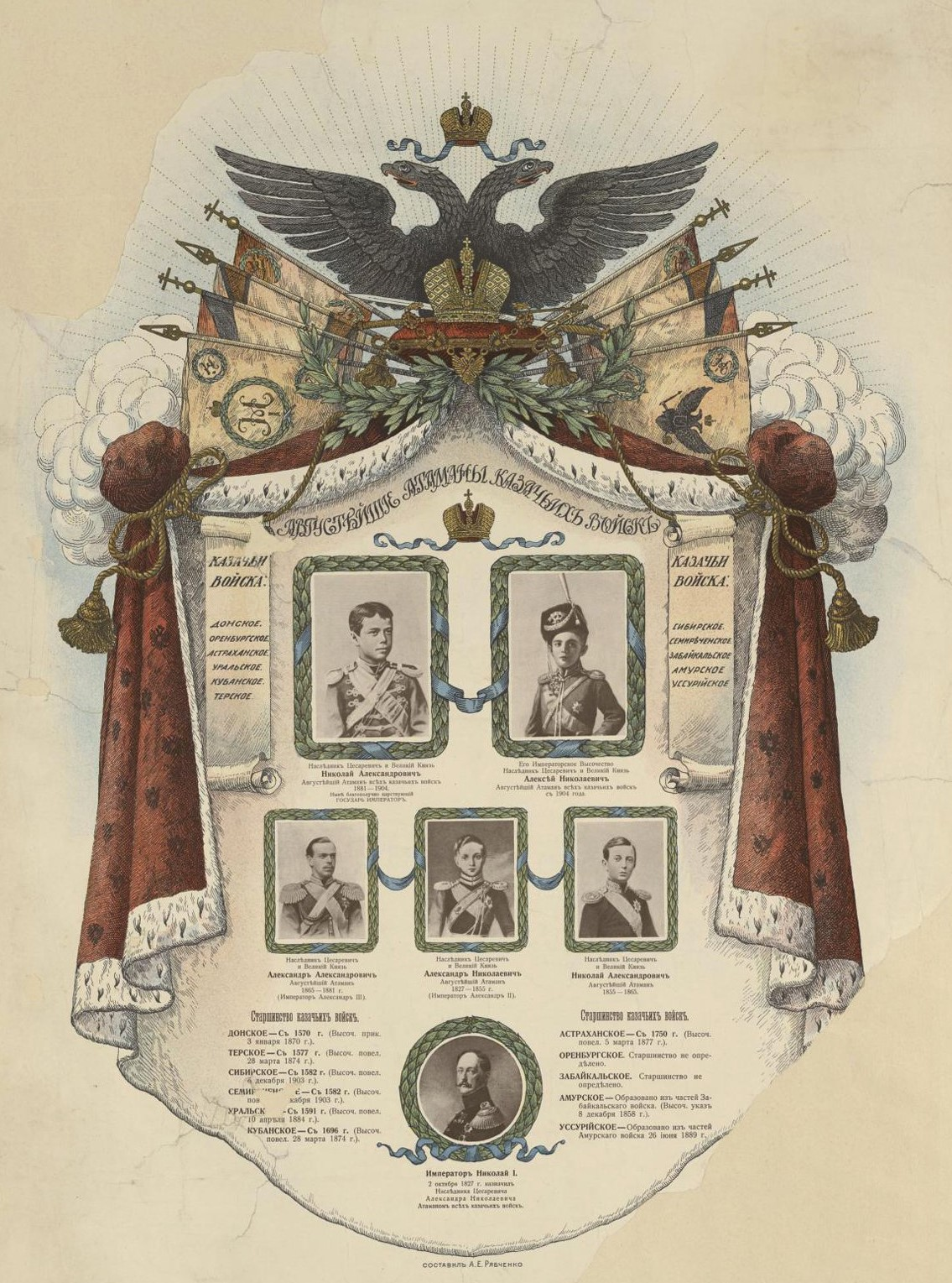
Августейшие атаманы казачьих войск. Коллаж начала 1910-х годов.

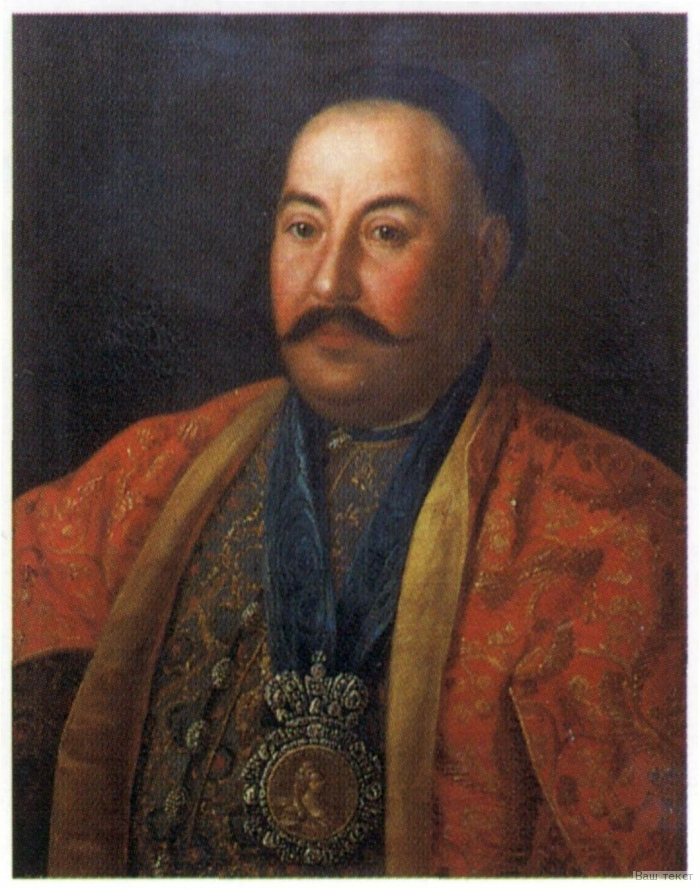
Донской атаман Фёдор Краснощёков. Портрет кисти Алексея Антропов

Атама́н (диал. ватама́н, отама́н, укр. ота́ман) — предводитель казаков (как и выборный, так и назначаемый властью); также термин употребляется для обозначения главаря разбойничьей банды, шайки. В новгородских говорах термин (в)атама́н (также вата́ман) испольузется для обозначения главы рыболовецкой артели, а во владимирских атаманом иносказательно называют скрягу, скупца.

## Этимология
Точное происхождение термина доподлинно неизвестно, однако предполагается, что он с большой степенью вероятности является тюркизмом.
По одной из версий (поддерживавшейся Игорем Добродомовым), термин «ватаман» восходит к булг. vătaɣman, (от булг. vătaɣ, отсюда ватага); в форме «атаман» термин возник в русском языке в результате переразложения. Стоит отметить, впрочем, что данная версия происхождения проблематична, возникают семантические и географические трудности. Также высказывалось предположение от тюркского корня «ata» (т. е. отец) и аффикса -man (обычно носящего аугментативный характер); в частности, согласно этой версии, «атаман» восходит к крымскотат. ataman, odaman — «старейшина пастухов; участник набега; предводитель казачьего лагеря». Впрочем, подобная этимология сомнительна ввиду большей древности славянских форм и их северо-западного ареала распространения (см. ниже).
Согласно ныне устаревшей теории, термин восходит к нем. Hauptmann (ранненововерхненем. Heubtmann) (аналогичная этимология, согласно данной версии, и у слова «гетман»), однако это толкование фонетически неприемлемо для рассматриваемого слова. Хотя в германских землях издавна бытовал и другой термин — амтман (нем. Amtmann), обозначавший местного начальника с полномочиями бейлифа или бальи.
Впервые термин отмечается в форме др.-рус. ватаманъ в грамоте новгородского князя Андрея Александровича за 1294 г. (ср. старополск. wataman). В современном виде слово «атаман» фиксируется начиная с XVII века (в частности, упоминается в «Повести об Азовском осадном сидении донских казаков», написанном после взятия Азова 1637 года).

## История
История Войска Донского согласно А. С. Пушкину начинается во времена борьбы за власть между Тамерланом и Тохтамышем и распада Великого Степного Войска-Орды и его Войсково-Ордынской Державы (Золотой Орды) на землях возле Волги и Дона. Именно тогда, в условиях царившей анархии и беззакония на этих землях начинается самоорганизация местного христианского населения в казачьи отряды, ядро которых составили бывшие русскоязычные воины-христиане, дезертиры из распадающегося Великого Степного Войска-Орды. Со временем к казачьим отрядам начали также присоединяться тюркоязычные жители этого региона.

От Царя и Великого Князя Михаила Федоровича всея Русии на Дон, в нижние и верхние юрты, атаманам и казакам и всему Донскому войску и пр.— ТСД, Юрт.
Поэтому нет ничего удивительного, что своих начальников донские казаки продолжали называть атаманами. Главный предводитель всего Войска Донского назывался войсковым атаманом. Он избирался войсковым кругом — народным собранием всего казачьего войска. На этих общественных сходах на открытой площади казаки действительно составляли из себя круг, стоя без шапок в знак уважения к месту и случаю. Выборы происходили ежегодно и решались большинством голосов. Зачастую на выборах происходила борьба партий, которая среди этой необузданной вольницы нередко заканчивалась кровопролитной схваткой ожесточившихся сторон.
В помощь войсковому атаману избирались ещё войсковой писарь, два войсковых есаула, а для ведения письменной части — войсковой дьяк. Войсковой атаман был лишь исполнительным органом войскового круга, самостоятельной власти он не имел никакой. Блюститель порядка и исполнитель решений круга, он по собственному почину ничего не мог и не смел предпринимать, в противном случае ему грозило позорное лишение должности, а иногда и суровая казнь.
Войсковой атаман обыкновенно докладывал в кругу дела и возбуждал вопросы, требовавшие решения всего войска, для чего он вместе с своими есаулами выходил на середину круга, но это не было его исключительным правом: всякий казак мог выступить в середину и предлагать вопросы на суд народный. Голос атамана был равен голосу всякого другого казака: он имел вес лишь постольку, поскольку подкреплялся личной доблестью атамана и уважением, которое к нему питало войско. Сложив с себя звание по окончании выборного срока, атаман поступал в общее число войска и уж ничем не отличался от рядовых казаков. По образцу этого общего войскового управления начали в конце XVI столетия складываться и частные управления в городках. Всякая казачья община, жившая в городках или зимовищах, равно и посланная куда-либо (например, в Москву за царским жалованьем), именовалась станицей и имела своего станичного атамана.
Но не одних начальников своих и должностных лиц казаки называли атаманами; всякого доблестного казака, выдававшегося своей удалью и отвагой, честили атаманом. Атаман — это цвет казачества, высшее сословие войска, но это не было сословие замкнутое: право называться атаманом давалось не рождением, а приобреталось личной доблестью и славой. Этим значением слова «атаман» объясняются формулы царских грамот, отправляемых на Дон. Так, например, в царствование Иоанна Васильевича и Феодора Иоанновича в грамотах (после титула) писали: «на Дон Донским атаманам и казакам» или даже «на Дон Донским атаманам (следуют имена их) и всем атаманам и казакам». Это же значение слова «атаман» отразилось в поговорках «из рядовичей в атаманы выходят», «терпи казак, атаманом станешь» в традиционном обращении к казакам «Атаманы — молодцы!», в сохранившемся обычае всякого казака честить «атаманом».

## Сословие атаманов
Но с течением времени дело изменилось: возникло на Дону целое сословие атаманов, резко отделявшееся от народа и рядовых казаков. Впрочем, наряду с этим, слово «атаман» и в смысле начальника и должностного лица, и в смысле просто знатного казака начинает заменяться словом «старшина». Впервые название старшины упоминается в 1649 г. в донесении дворянина Андрея Лазарева в Посольский приказ, где слово это употреблено вместо «атаман». Далее в показании, данном в Посольском приказе станичным атаманам Козьмой Дмитриевым, приехавшим с Дону в Москву в 1655 г., между прочим говорится, что начальником казаков в морском походе был старшина Павел Нескочихин. После этого весьма часто встречается в актах название старшины, которое означало то же, что и атаман. С 1680 г. название «атаман» весьма редко встречается в актах, кроме одних только грамот, в коих обыкновенно писали: «на Дон в нижние и верхние юрты атаманам и казакам, войсковому атаману (такому-то) и всему войску Донскому»; в донесениях же в Посольский приказ разных чиновников, бывших на Дону, атаманов всегда называли старшинами.
При Петре I название старшины сделалось столь общим, что и само Войско Донское в донесениях своих к государю именовало знатных людей старшинами: «и мы, выбрав в кругу, — доносили государю казаки в 1705 г., — старшин Максима Фролова, Василья большого Познеева, Ефрема Петрова и прочих…». Из современных актов не видно, в какое именно время название старшин обратилось в звание сословное и чин. Надо полагать, что это последовало в середине XVII столетия, когда число казаков значительно умножилось, возникли постоянные и обширные селения, появились богатые и бедные, проникли в среду казаков роскошь и честолюбие.

## Классовость в казачестве
Атаманы и старшины, как первенствующий класс войска, естественно имели перевес над прочими казаками, отличаясь богатством и умом, и потому они постепенно присвоили себе навсегда преимущества, сопряжённые с временной должностью, и поставили себя в положение, резко отличавшее их от всего войска. Власть и значение старшин усиливались по мере того, как ограничивались вольности казацкие; вскоре по восшествии на престол Петра I они мало-помалу сосредоточили в своих руках права круга.
Этому способствовали разные обстоятельства, но главным образом беспрерывное снаряжение казацких отрядов в состав московского войска под начальством старшин и назначение войскового атамана властью государя. Возведение в звание старшин зависело от войска, оно же за преступления и лишало этого достоинства, но в 1754 г. запрещено было Войску Донскому производить в старшины без представления в военную коллегию. Наряду с возникновением отдельного сословия старшин расширялась и усиливалась власть войскового атамана. Со второй половины XVII в. он является уже прямым начальником казаков в дни мира и брани. К нему перешли разного рода дела по внутреннему управлению и внешним сношениям, которые до того ведались одним лишь войсковым кругом: он разбирал тяжбы, защищал от обидчиков, разделял царское жалованье между казаками, принимал послов турецких, татарских и калмыцких, вёл с ними предварительные переговоры и лишь окончательное решение передавал на суждение круга.
Должность войскового атамана оставалась выборной до 1718 г., выборным и наказным (назначенным) атаманом Всевеликого Войска Донского (1707—1718) был Войсковой писарь П. Е. Ромазанов (? — 1718), а с той поры она замещалась по назначению от правительства, то есть атаманы уже не избирались. Первым войсковым атаманом, назначенным царским указом, был Василий Фролов, по смерти его в 1723 г. определён был на место его старшина Андрей Лапатин, в 1735 г. назначен был Иван Фролов, в 1738 г. — Данило Ефремов. С того времени назначение войсковых А. зависит от высочайшей власти. Войсковые атаманы в знак достоинства своего искони носили в руках «насеку» (трость), которую они, оставляя должность, передавали вновь избранному в это звание с особенной церемонией. Пётр Великий, желая придать войсковым атаманам более важности и власти, пожаловал в 1704 г. Войску Донскому серебряную печать и насеку, украшенную на концах серебряной оправой; на верхней оправе была надпись: «насека войска донского 1704 г.». В 1705 г. он пожаловал войсковым атаманам в знак их достоинства пернач, вызолоченный по серебру и украшенный цветными каменьями.
На Украине войсковой атаман назывался гетманом. Начальники отдельных селений, также выборные, некогда именовались куренными атаманами, а впоследствии просто отаманами или сельскими атаманами. Последние были в то же время и судьями. Жалобы на их решения, в основном словесные, поступали в сотенную канцелярию, где заседал атаман сотенный — первое лицо в сотне после сотника. Вместе с сотником он решал дела в сотенной канцелярии и в отсутствие его правил его должностью. Звание это было очень важно с 1600 г. до половины XVIII века. Выборный начальник всей Запорожской Сечи именовался кошевым атаманом и номинально был подчинён гетману; начальники отдельных частей назывались куренными атаманами (Сечь делилась на курени, то есть группы домов или жилищ).
Далее повсеместно предводитель отряда, выступавшего в поход, получал название походного атамана. В отсутствие войскового атамана назначался исправляющий его должность под именем наказного атамана. В XIX веке, когда войсковым атаманом всех казачьих войск считался наследник престола, казачьи войска постоянно управлялись наказными атаманами.
Наконец, атаманом называется вообще старший в деле, например, атаман рыболовный — временный начальник рыболовства на реке Урале. В постоянных приморских рыбных ловлях артель или ватага также избирает атамана (ватаммана). Это главный распорядитель работ: «без атамана дувана не дуванят», то есть добычи не делят. В этом именно смысле начальника промысловой партии, рыболовной ватаги слово «ватамман» (ватагаман, атаман) впервые упоминается в новгородских грамотах XIII в. В малороссийском и новороссийском крае атаманом зовут сельского старшину, старосту, также старшего пастуха или чабана, большака рыболовной ватаги и т. п.